# Grzywienka (zwyczajna)
Grzywienka zwyczajna, grzywienka (Chenonetta jubata) − gatunek ptaka osiadłego z rodziny kaczkowatych (Anatidae). Jedyny żyjący przedstawiciel rodzaju Chenonetta. Nie wyróżnia się podgatunków.

## Cechy gatunku
Wyraźny dymorfizm płciowy. Samiec ma brązową głowę, białą pierś w czarne kropki, brzuch również, ale kropki są drobniejsze. U obu płci na złożonych skrzydłach widać dwa białe pasy. Samica wygląda jak samiec, ale ma brązową głowę z dwoma równoległymi białymi pasami – nad i pod okiem. Długość ciała – do 56 cm.

## Występowanie
Australia Zachodnia i wschodnia część Australii bez półwyspu Jork, Tasmania.

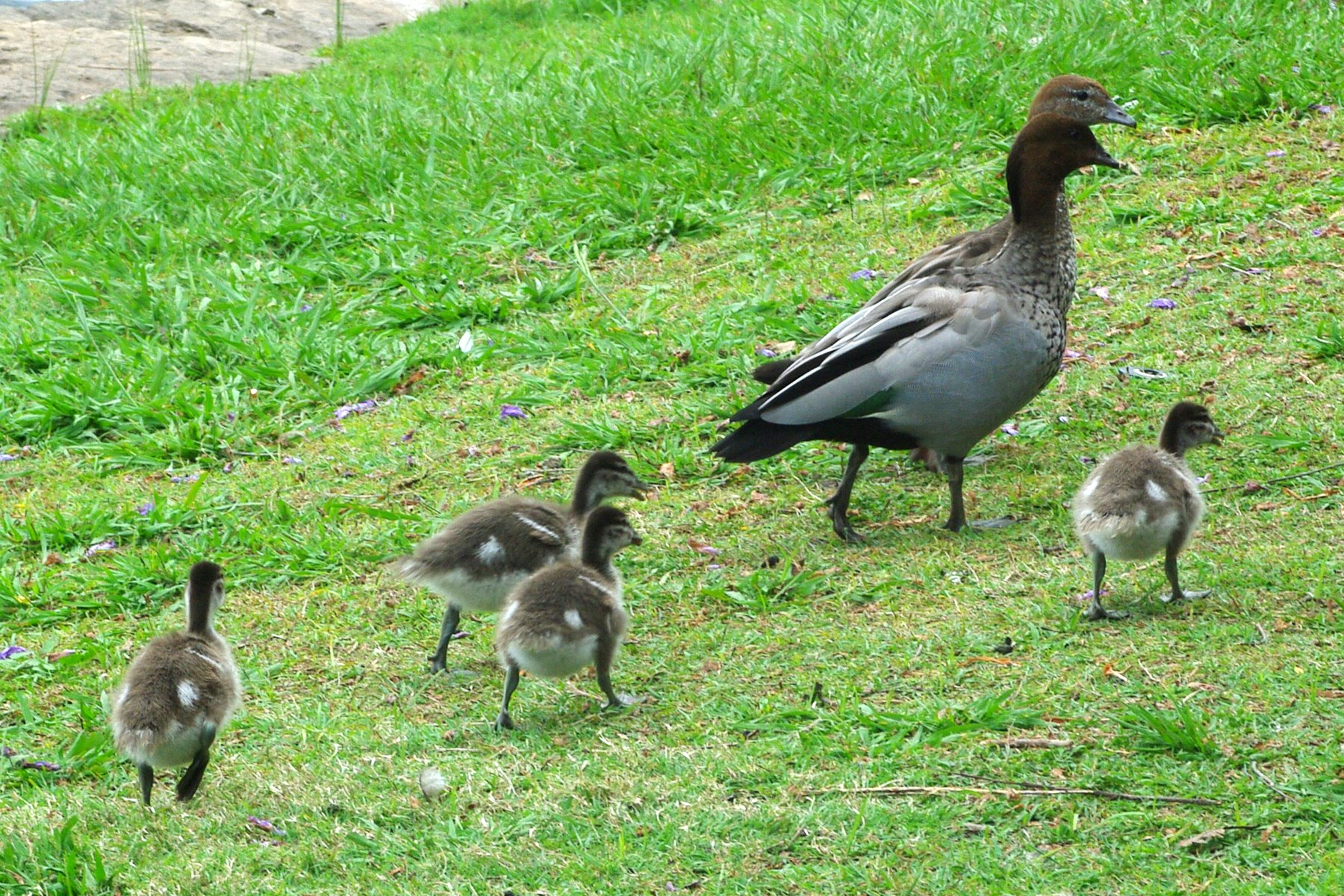
Rodzice z pisklętami

## Tryb życia

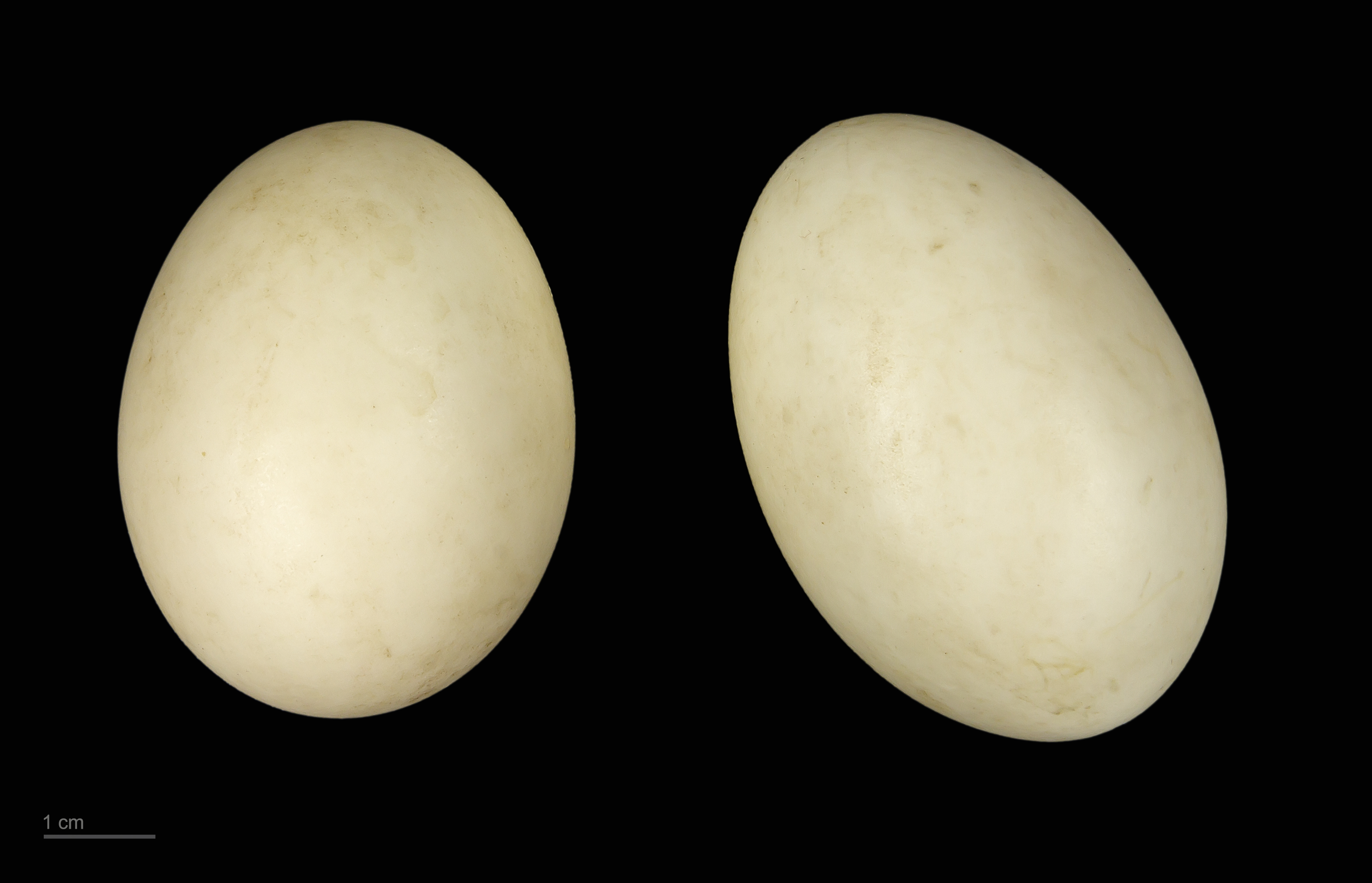
Jaja

ZachowanieŻyje raczej na lądzie, podobnie jak gęsi.
LęgiGnieździ się w dziuplach drzew rosnących nad wodą lub w jej pobliżu. Znosi od 8 do 12 kremowobiałych jaj. Wyklucie odbywa się po 28 dniach. Oboje rodzice opiekują się młodymi. Pisklęta usamodzielniają się po 60 dniach.
PożywienieZjada trawy, koniczyny i inne zioła, rzadko owady. Żeruje w płytkiej wodzie oraz na lądzie.

## Status
Międzynarodowa Unia Ochrony Przyrody (IUCN) uznaje grzywienkę zwyczajną za gatunek najmniejszej troski (LC – Least Concern) nieprzerwanie od 1988 roku.